# Hori-san to Miyamura-kun
Hori-san to Miyamura-kun (堀さんと宮村くん, litt. « Hori et Miyamura ») est une série de manga au format quatre cases écrite et dessinée par HERO. Elle est à l'origine publiée en ligne sur le site de l'auteur, Dokkai Ahen, entre février 2007 et mars 2008 ; par la suite, Square Enix a compilé les chapitres en dix volumes reliés dans sa collection Gangan Comics entre octobre 2008 et décembre 2011. Depuis 2012, la série originale est adaptée en une série d'OAV.
Une version redessinée du manga par Daisuke Hagiwara, intitulée Horimiya (ホリミヤ), est prépubliée dans le magazine Monthly GFantasy de Square Enix entre octobre 2011 et mars 2021. Une adaptation en une série télévisée d'animation par le studio CloverWorks a été diffusée internationalement en deux saisons, avec la première série Horimiya du 10 janvier 2021 au 4 avril 2021 puis Horimiya: The Missing Pieces du 1er juillet au 23 septembre 2023. Des adaptations en live-action sont également diffusées depuis février 2021.
Des chapitres bonus sont également publiés sous le titre Hori-san to Miyamura-kun Omake (堀さんと宮村くん おまけ, litt. « Hori et Miyamura bonus ») de manière irrégulière par l'auteur.

## Intrigue
Kyōko Hori est une lycéenne brillante et populaire, contrastant avec son camarade de classe, Izumi Miyamura, un garçon lugubre et supposé otaku portant des lunettes. En dehors de l'école, Hori est une casanière qui s'habille simplement et s'occupe de la maison et de son jeune frère Sōta. Un jour, lorsque Sōta est rentré chez lui blessé, il a été aidé par un inconnu aux multiples piercings. Cette personne se révèle être Miyamura. Tout en étant surprise par le fait qu'il est une personne différente à l'école, Hori est bouleversée quand Miyamura a vu sa véritable apparence à la maison, mais les deux acceptent de garder leur vraie personnalité secrète de leurs camarades de classe.

## Personnages
Kyōko Hori (堀 京子, Hori Kyōko)
Voix japonaise : Asami Setō (OVA), Haruka Tomatsu (Série TV), voix française : Camille Donda
Kyōko est une lycéenne belle, brillante et populaire, mais à la maison, elle prend une apparence différente en s'habillant simplement et retirant son maquillage, attachant ses cheveux en arrière et faisant les tâches ménagères tout en prenant soin de son petit frère. Elle ne veut pas que ses amis la voient dans cet état, mais quand Izumi la découvre chez elle en raccompagnant Sōta, ils acceptent de garder leur vraie apparence secrète. Elle commence à avoir des sentiments romantiques envers Miyamura. Elle a entendu sa confession quand elle avait un rhume et a dit qu'elle avait entendu tout ce qu'il disait. Ils forment un couple après qu'elle a admis qu'Izumi était son petit ami quand son père lui a demandé quand Izumi était présent. Kyōko a également quelques tendances masochistes et demande parfois à Izumi de la traiter rudement, mais le jeune homme est loin d'être à l'aise avec cette pratique.
Izumi Miyamura (宮村 伊澄, Miyamura Izumi)
Voix japonaise : Yoshitsugu Matsuoka (OVA), Kōki Uchiyama (Série TV), voix française : Jim Redler
À l'école, Izumi semble être un lugubre otaku fanboy à lunettes restant dans son coin. Cependant, en dehors de l'école, il prend une tout autre apparence, séduisante et décontractée, avec un look punk et neuf piercings (quatre sur chacune de ses oreilles et un sur sa lèvre), ainsi que des tatouages. Malgré son image à l'école, il n'a qu'un intérêt occasionnel pour les mangas et a des notes médiocres. Sa famille dirige une pâtisserie. Il a accepté son existence solitaire, mais en apprenant que Kyōko ne se soucie pas de son apparence, il a lentement gagné en confiance et en amis parmi ses camarades de classe.
Izumi laisse pousser ses cheveux afin de cacher ses piercings aux oreilles et porte des chemises à manches longues pour couvrir ses tatouages. Il trouve que la véritable facette de Kyōko est mignonne, même lorsqu'elle se met en colère. Il se contentait bien d'être un ami mais son attitude honnête lui permet de dire à Kyōko les choses qu'il admire en elle. Ils sont officiellement devenus un couple après que le père de Kyōko ait demandé à Kyōko si Izumi était son petit ami.
Tōru Ishikawa (石川 透, Ishikawa Tōru)
Voix japonaise : Yoshimasa Hosoya (ja) (OVA), Seiichirō Yamashita (ja) (Série TV), voix française : Simon Koukissa-Barney
Tōru aime Kyōko et se lie d'amitié avec Izumi quand il a remarqué que les deux passaient de plus en plus de temps ensemble. Il apprend le secret d'Izumi sur ses tatouages et piercings. Tōru s'est confessé à Kyōko mais il s'est fait rejeté. Izumi le considère plus tard comme l'un de ses amis.
Yuki Yoshikawa (吉川 由紀, Yoshikawa Yuki)
Voix japonaise : Kana Ueda (OVA), Yurie Kozakai (ja) (Série TV), voix française : Zina Khakhoulia
La meilleure amie de Kyōko ; elle était intéressée par Izumi quand elle l'a accidentellement vu sans lunettes et ne l'a pas reconnu. Quand elle le revoit avec Kyōko, cette dernière tente de cacher son secret entre eux en disant qu'Izumi était son cousin. Lorsque Yuki a rencontré Izumi chez Kyōko, il s'est présenté comme Konoha, d'après un personnage de manga.
Kakeru Sengoku (仙石 翔, Sengoku Kakeru)
Voix japonaise : Nobunaga Shimazaki (OVA), Nobuhiko Okamoto (Série TV), voix française : Clément Moreau
L'ami d'enfance de Kyōko et le président du bureau des élèves. Il est considéré comme un peu faible, mais il est compétent. Il se lie d'amitié avec Izumi et est le petit ami de Remi.
Remi Ayasaki (綾崎 レミ, Ayasaki Remi)
Voix japonaise : Akiko Hasegawa (ja) (OVA), M·A·O (Série TV), voix française : Marie Facundo
Elle fait partie du bureau des élèves, mais elle est surtout considérée comme une mascotte. Elle a une petite taille et est très joueuse avec les autres. Elle est bonne amie avec Sakura et est la petite amie de Kakeru.
Sakura Kōno (河野 桜, Kōno Sakura)
Voix japonaise : Yui Nomura (OVA), Reina Kondō (ja) (Série TV), voix française : Emilie Marié
Une membre du bureau des élèves, qui fait l'essentiel du travail. Elle est timide et calme, et développe plus tard des sentiments pour Tōru.
Shū Iura (井浦 秀, Iura Shū)
Voix japonaise : Hiro Shimono (OVA), Daiki Yamashita (Série TV), voix française : Antoine Schoumsky
Le camarade de classe maladroit et tête en l'air de Kyōko et Izumi durant leur première année, mais il se retrouve dans une classe différente lors de leur dernière année.
Honoka Sawada (沢田 ほのか, Sawada Honoka)
Voix japonaise : Kei Imoto (ja) (OVA), Momo Asakura (Série TV), voix française : Sonia Petit
Une élève de première année qui aime Hori.
Reiko Terashima (寺島 玲子, Terashima Reiko)
Voix japonaise : Ai Orikasa (ja) (OVA), voix francaise : Karine Foviau
Une enseignante de chimie qui est la professeure principale de la classe de Hori.
Shin Yasuda (安田 真, Yasuda Shin)
Voix japonaise : Tomokazu Sugita (OVA), Kenjirō Tsuda (ja) (Série TV), voix française : Vincent Ropion
Un enseignant d'anglais.
Sōta Hori (堀 創太, Hori Sōta)
Voix japonaise : Yumiko Kobayashi (OVA), Yuka Terasaki (en) (Série TV), voix française : Emmylou Homs
Le petit frère de Kyōko. Après avoir trébuché et s'être blessé, Izumi ramène Sōta chez lui et où Sōta demande constamment à sa sœur d'inviter son nouvel ami à revenir. Cela donne à Kyōko une excuse pour sortir avec Izumi après les cours.
Yūna Okuyama (奥山 有菜, Okuyama Yūna)
Voix japonaise : Kana Asumi (OVA)
La camarade de classe de la maternelle de Sōta qui l'embête pour être beaucoup trop dépendant de sa sœur. Après qu'Izumi s'est montré gentil avec elle, elle et Sōta sont devenus amis.
Yuriko Hori (堀 百合子, Hori Yuriko)
Voix japonaise : Miki Itō (OVA), Ai Kayano (Série TV), voix française : Anne Tilloy
Véritable bourreau de travail en accumulant des heures supplémentaires, elle laisse Kyōko s'occuper de Sōta et des tâches ménagères à la maison. Elle ne peut cuisiner que du curry.
Kyōsuke Hori (堀 京介, Hori Kyōsuke)
Voix japonaise : Hiroaki Hirata (OVA), Daisuke Ono (Série TV), voix française : Emmanuel Curtil
Le père errant de Kyōko, qui favorise la relation entre Kyōko et Izumi et traite Izumi comme son propre meilleur ami chaque fois que sa propre fille déchaîne son hostilité contre lui.
Akane Yanagi (柳 明音, Yanagi Akane)
Voix japonaise : Jun Fukuyama (Série TV), voix française : Benjamin Bollen
Yanagi est un élève de la classe voisine qui est amoureux de Yuki. Mis à part sa beauté et sa personnalité de gentleman, il a une mauvaise vision et casse constamment ses lunettes ou perd ses lentilles de contact.
Kōichi Shindō (進藤 晃一, Shindō Kōichi)
Voix japonaise : Takashi Kondō (OVA), Taku Yashiro (ja) (Série TV), voix française : Martin Faliu
Le seul meilleur ami d'Izumi au collège. Kyōko est toujours jaloux de Shindō en raison de sa relation étroite avec Izumi et craint qu'ils ne s'aiment.
Makio Tanihara (谷原 マキオ, Tanihara Makio)
Voix japonaise : Shōya Chiba (ja) (Série TV), voix française : Tom Trouffier
L'ancien brute qui embêtait Izumi au collège.
Motoko Iura (井浦 基子, Iura Motoko)
Voix japonaise : Hisako Kanemoto (Série TV), voix française : Clara Soares
La sœur cadette de Shū. Elle est angoissée par son avenir scolaire. Son frère finit par demander à Kyōko de lui donner des cours particuliers.

## Productions et supports

### Webcomic et manga
HERO a lancé sa série de yonkoma Hori-san to Miyamura-kun (堀さんと宮村くん) sur son site web, Dokkai Ahen (読解アヘン) entre février 2007 et mars 2008. Par la suite, l'auteur a contacté Tarō Yamada, président de 10Gauge et OOZ, pour l'aider à publier la série au format papier ; ils ont ensuite choisi Square Enix parmi plusieurs entreprises pour leur faire une proposition qui est rapidement acceptée. La maison d'édition a ainsi compilé les 140 chapitres en dix volumes reliés dans sa collection Gangan Comics entre octobre 2008 et décembre 2011. Après la fin de l'histoire principale, HERO publie de façon irrégulière des chapitres supplémentaires bonus sur son site et Square Enix a également compilé ces chapitres dans 15 volumes reliés sous le titre Hori-san to Miyamura-kun Omake (堀さんと宮村くん おまけ) de 2012 jusqu'en 2021. La version webcomic est toujours en cours.
Une réadaptation du webcomic en manga par Daisuke Hagiwara est intitulée Horimiya (ホリミヤ) ; celle-ci est lancée dans le numéro de novembre 2011 du magazine de prépublication de shōnen manga, le Monthly GFantasy, paru le 20 octobre 2011. Le dernier chapitre est sorti dans le numéro d'avril 2021 du magazine, publié le 18 mars 2021,. Les chapitres sont rassemblés et édités dans le format tankōbon par Square Enix avec le premier volume publié en mars 2012 ; la série compte au total seize volumes tankōbon. Une version anglaise est publiée par la maison d'édition américaine Yen Press en octobre 2015. En France, Nobi nobi ! s'occupe de la version francophone depuis janvier 2022.

### Anime

#### OAV
L'auteur de la série HERO a officiellement annoncé en avril 2012 qu'une adaptation en anime est en cours de production, rajoutant également que cela fait 2-3 ans que la proposition de production a été validée. En mai 2012, il a été indiqué qu'il s'agit d'un OAV. Contrairement aux productions habituelles réalisées par les grands éditeurs de l'industrie via les comités de production, l'OAV est produit en indépendant dont la gestion est confiée à la société de graphisme OOZ Inc. (株式会社ウズ, Kabushiki gaisha Uzu) ; le président d'OOZ et producteur général des OAV, Tarō Yamada, ayant pensé à une adaptation en anime entre les sorties des 2e et 3e tomes du manga mi-2009.
L'épisode est réalisé par Shingo Natsume chez Hoods Entertainment avec les scripts de Yuniko Ayana et les character designs de Kenichi Kutsuna. Pour le deuxième épisode, l'équipe de production reste identique mis à part Erukin Kawabata remplaçant Shingo Natsume pour la réalisation. Tarō Yamada a fondé son propre studio Marone pour la production du troisième épisode ; la réalisation est cette fois-ci confiée à Tetsuo Hirakawa. Le quatrième épisode est quant à lui réalisé par Kazuya Aiura suivant le storyboard d'Akira Nishimori au studio Gonzo.
Le premier OAV est sorti le 26 septembre 2012. Le deuxième et le troisième sont respectivement publiés le 25 mars 2014 et le 25 mars 2015,. Le quatrième est sorti le 14 décembre 2018. Les cinquième et sixième sont prévus pour mai 2021.

##### Liste des épisodes
| No | Titre de l'épisode en français | Titre original           | Date de sortie    |
| --- | ------------------------------ | ------------------------ | ----------------- |
| 1 | Un nouveau semestre            | 新学期 Shingakki         | 26 septembre 2012 |
| Note : La chanson de l'ending, Shirotsumekusa (シロツメクサ), est interprétée par Kyōko Hori (Asami Setō).  |                                |                          |                   |
| 2 | Une pluie soudaine             | 突然の雨 Totsuzen no ame | 25 mars 2014      |
| Note : La chanson de l'ending, Amaoto (雨音), est interprétée par Izumi Miyamura (Yoshitsugu Matsuoka).     |                                |                          |                   |
| 3 | J'aime                         | 好きだ Sukida            | 25 mars 2015      |
| Note : La chanson de l'ending, Shiranai sekai (知らない世界), est interprétée par Kyōko Hori (Asami Setō).  |                                |                          |                   |
| 4 | Un rhume d'été                 | 夏風邪 Natsu kaze        | 14 décembre 2018  |
| Note : La chanson de l'ending, Himawari (向日葵), est interprétée par Izumi Miyamura (Yoshitsugu Matsuoka). |                                |                          |                   |
| 5 | Un jour de plein été           | 真夏日 Manatsubi         | mai 2021          |
| 6 | Une personne gentille          | 優しい人 Yasashii hito   | mai 2021          |

#### Série télévisée
Une adaptation en une série télévisée d'animation a été annoncée en septembre 2020. Celle-ci est réalisée par Masashi Ishihama chez CloverWorks avec Takao Yoshioka supervisant les scripts et Haruko Iizuka participant comme character designer, accompagné d'une bande originale composée par Masaru Yokoyama. Elle a été diffusée au Japon du 10 janvier 2021 au 4 avril 2021 sur Tokyo MX, GYT, GTV et BS11, et un peu plus tard sur MBS et AT-X. Treize épisodes composent la série, répartis dans sept coffrets Blu-ray/DVD.
Funimation détient les droits de la série en dehors de l'Asie et la diffuse sur sa plateforme en Amérique du Nord, dans les îles Britanniques et au Brésil, et dans les pays francophones, germanophones, nordiques et russophones avec Wakanim, ainsi qu'en Australie et en Nouvelle-Zélande via AnimeLab. Depuis le 29 juin 2021, Wakanim diffuse également une version doublée en français de la série réalisée par la société VF Productions, sous la direction artistique de Yann Le Madic, par des dialogues adaptés de Magali Barney,. En Chine continentale, la série est diffusée sur bilibili. Medialink a acquis les droits en Asie du Sud-Est, Taiwan, Hong Kong et Macao, et la diffuse en streaming sur bilibili.
La chanson de l'opening de la série, intitulée Iro kо̄sui (色香水), est produite par Yoh Kamiyama (ja), tandis que celle du groupe Friends (ja), intitulée Yakusoku (約束), sert d'ending.
Une seconde saison est annoncée à l'AnimeJapan, le 25 mars 2023 et adapte des parties du manga qui n'ont pas été évoquées dans la première saison Horimiya. Cette seconde série est appelée Horimiya: The Missing Pieces (litt. Horimiya: Les pièces manquantes). La chanson de l'opening de la seconde série, intitulée Shiawase (幸せ, litt. Bonheur), est produite par Omoinotake (ja), tandis que celle de Ami Sakaguchi (ja), intitulée URL, sert d'ending.

##### Liste des épisodes

###### Horimiya
| No      | Titre de l'épisode en français                          | Titre original                                                     | Date de 1re diffusion |
| ------- | ------------------------------------------------------- | ------------------------------------------------------------------ | --------------------- |
| page.1  | Il suffit d'un déclic                                   | ほんの、ささいなきっかけで。 Hon no, sasaina kikkake de.           | 10 janvier 2021       |
| page.2  | On a tous plusieurs facettes                            | 顔は、ひとつだけじゃない。 Kao wa, hitotsu dake ja nai.            | 17 janvier 2021       |
| page.3  | Mais si, ça ira                                         | だから、大丈夫。 Dakara, daijōbu.                                  | 24 janvier 2021       |
| page.4  | L'amour, ça arrive à tout le monde                      | 誰も、誰かが好きなんだ。 Dare mo, dareka ga sukinanda.             | 31 janvier 2021       |
| page.5  | Ça, ça ne se dit pas                                    | それは、言えないこと。 Sore wa, ienai koto.                        | 7 février 2021        |
| page.6  | L'été s'annonce chaud                                   | 今年の夏は、あついから。 Kotoshi no natsu wa, atsui kara.          | 14 février 2021       |
| page.7  | Là où tu es, là où je suis                              | 君がいて、僕がいて。 Kimi ga ite, boku ga ite.                     | 21 février 2021       |
| page.8  | La vérité que révèle le mensonge                        | 偽ることで、見えるもの。 Itsuwaru koto de, mieru mono.             | 28 février 2021       |
| page.9  | C'est difficile, mais rien d'impossible                 | 難しいけど、無理じゃない。 Muzukashiikedo, muri janai.             | 7 mars 2021           |
| page.10 | Jusqu'à ce que la neige fonde                           | いつか、雪が溶けるまで。 Itsuka, yuki ga tokeru made.              | 14 mars 2021          |
| page.11 | Qui aime bien châtie bien                               | 嫌い嫌いも、ウラがある。 Kirai-girai mo, Ura ga aru.               | 21 mars 2021          |
| page.12 | À jamais immuable                                       | これまでも、そして これからも。 Kore made mo, soshite korekara mo. | 28 mars 2021          |
| page.13 | J'aimerais au moins t'offrir ce ciel presque sans nuage | せめて、この大空を。 Semete, kono ōzora o.                         | 4 avril 2021          |

###### Horimiya: The Missing Pieces
| No | Titre de l'épisode en français | Titre original         | Date de 1re diffusion |
| --- | ------------------------------ | ---------------------- | --------------------- |
| page.14 | Le voyage scolaire             | 修学旅行 Shūgakuryokō  | 1er juillet 2023      |
| Le lycée organise un voyage scolaire. Le groupe d'amis d'Hori et Miyamura vont à Kyoto se créer des souvenirs. Cependant, Miyamura doit cacher ses tatouages et il fera tout pour éviter de fréquenter les douches communes du soir... |                                |                        |                       |
| page.15 | Aux fourneaux                  | 調理実習 Chōri Jisshū  | 8 juillet 2023        |
| Remi et Sengoku sont désastreux en cours de cuisine, au dépit de Sakura qui essaie tant bien que mal de leur rectifier le tir. |                                |                        |                       |
| page.16 | La fête du sport               | 体育祭 Taiikusai.      | 15 juillet 2023       |
| C'est la fête du sport, avec différentes activités pour le groupe d'amis, mais Sengoku cherche cependant à esquiver les épreuves. |                                |                        |                       |
| page.17 | Sous le plaid                  | 堀こたつ Hori Kotatsu  | 22 juillet 2023       |
| Tout l'épisode se déroule sous le plaid de salon chauffé de la maison des Hori, confortable et avec toute la famille, mais des problèmes surviennent notamment avec des jambes emmêlées sous la table. |                                |                        |                       |
| page.18 | Iura                           | 井浦 Iura              | 29 juillet 2023       |
| Iura, le lycéen aux cheveux verts se préoccupe des fréquentations de sa petite sœur. Alors qu'elle invite un ami, il se rend compte que celui-ci, dont le nom est Kitahara, ne semble pas s'intéresser à sa sœur mais est bien fasciné par lui. |                                |                        |                       |
| page.19 | Soirée pyjama                  | お泊り会 Otomarikai    | 5 août 2023           |
| Ishikawa, Miyamura et Iura se font une soirée pyjama chez Sengoku qui devient compliqué avec un manque de places, et Sengoku espère découvrir le secret de Miyamura, qui cache son corps en essayant de le tripoter dans la nuit. |                                |                        |                       |
| page.20 | Amis                           | 友達 Tomodachi         | 12 août 2023          |
| Sakura et Yanagi se découvrent une passion commune pour un même manga. Sawada a de mauvaises relations avec sa classe de seconde car elle fréquente les terminales et réfléchit pour essayer d'être un peu plus proche de ses camarades. À la suite de la passion commune, l’épisode a un ending spécial interprété par les douleurs de Sakura et Yanagi. Les paroles sont écrites par HERO, la musique est composée par Hideki Matsushita, et l’arrangement est par Tomohiro Okubo. |                                |                        |                       |
| page.21 | Yanagi                         | 柳くん Yanagi-kun      | 19 août 2023          |
| Yanagi, dernier arrivé du groupe, a un peu de mal à s'intégrer. Le président ne sait pas comment réagir à cela... |                                |                        |                       |
| page.22 | Les professeurs                | 先生 Sensei            | 26 août 2023          |
| Cet épisode nous permet de découvrir quelques professeurs du lycée. |                                |                        |                       |
| page.23 | Jalousie                       | やきもち Yakimochi     | 2 septembre 2023      |
| La jalousie d'Hori est extrême ! Elle est tant jalouse des filles que des garçons et se met à renifler l'odeur de Miyamura pour vérifier qui il fréquente, ce qui le dérange un peu... |                                |                        |                       |
| page.24 | Chocolats                      | チョコレート Chokorēto | 9 septembre 2023      |
| C'est la Saint-Valentin et tout le monde se distribue des chocolats. Hori essaie de faire des chocolats elle-même pour Miyamura et s'angoisse car elle craint que celui-ci va les détester, étant fils de pâtissier, mais l'amour de celui-ci est grand et il apprécie tous ces efforts. |                                |                        |                       |
| page.25 | Les Hori                       | 堀家 Hori-ke           | 16 septembre 2023     |
| Cet épisode nous fait vivre le quotidien comique de la famille Hori, que Miyamura fréquente depuis le début de l'année. |                                |                        |                       |
| page.26 | Après le lycée                 | 卒業 Sotsugyō          | 23 septembre 2023     |
| L'année de terminale de Hori, Miyamura et leurs amis approche de son terme mais Miyamura réfléchit à son passé et si Sôta, le petit frère de Kyoko ne serait pas tombé, qu'aurait été sa vie au lycée ? |                                |                        |                       |

### Adaptationslive-action
MBS révèle en novembre 2020 qu'elle produit une adaptation live-action d'Horimiya. Le drama est réalisé par Hana Matsumoto avec l'aide de Mamoru Yoshino pour les cinquième et sixième épisodes et sont accompagnés des scripts de Yoshifumi Sakai, Gōta Ishida et Tomohiro Ōtoshi, tous les trois membres d'Europe Kikaku. Composée de 7 épisodes, la série est diffusée depuis le 17 février 2021 sur la case horaire Dramaism (ja) (ドラマイズム) de MBS et TBS.
Un film est également annoncé au même moment ; celui-ci compile le contenu des trois premiers épisodes télévisés avec des propres scènes exclusives. Hana Matsumoto est également la réalisatrice de ce long-métrage avec les scripts de Yoshifumi Sakai. Il a été projeté le 5 février 2021 sur une période d'une semaine seulement.
Le groupe Toketadenkyu (ja) a produit les chansons principales pour ce projet : Dō su-nno? (どうすんの？) est utilisée pour le générique de début de la série tandis que Tomoshibi (灯) est à la fois employée pour le générique de fin de la série et de chanson thème pour le film.

#### Distribution
| Personnage     | Acteur/Actrice |
| -------------- | -------------- |
| Kyōko Hori     | Sayu Kubota    |
| Izumi Miyamura | Ōji Suzuka     |
| Tōru Ishikawa  | Jin Suzuki     |
| Yuki Yoshikawa | Rion Okamoto   |
| Kakeru Sengoku | Akira Onodera  |
| Remi Ayasaki   | Aya Marsh      |
| Sakura Kono    | Sakura         |
| Shū Iura       | Ryōsuke Sota   |
| Akane Yanagi   | Rihito Itagaki |
| Kōichi Shindō  | Yūki Inoue     |
| Sōta Hori      | Haru Takagi    |
| Yuriko Hori    | Aoba Kawai     |
| Kyōsuke Hori   | Ryō Kimura     |

## Accueil

### Prix et classements

#### Manga
Le manga retravaillé de Daisuke Hagiwara Horimiya figure à la 6e place dans une liste de recommandations des librairies japonaises selon le sondage du Zenkoku Shotenin ga Eranda Osusume Comic 2014 (ja) (全国書店員が選んだおすすめコミック2014, litt. « Bandes dessinées recommandées par les librairies nationales de 2014 »), mené par la libraire en ligne Honya Club et publié en février 2014.
En 2017, Horimiya est également répertorié dans la liste des meilleurs romans graphiques pour adolescents (en anglais : Great Graphic Novels for Teens) de la Young Adult Library Services Association, une branche de l'American Library Association.
En juillet 2017, la série originale Hori-san to Miyamura-kun est sélectionnée pour le Web Manga sōsenkyo (ja) (Webマンガ総選挙, litt. « Élection générale des mangas en ligne »), organisé par pixiv et Nihon Shuppan Hanbai.

#### Série d'animation télévisée
En 2022, pour le 6ème Crunchyroll Anime Awards, la série Horimiya, remporte le prix du meilleur animé romance de l'année tandis qu'Izumi Miyamura fut parmi les nominés du Meilleur garçon de l'année.
En 2024, pour les 8ème Crunchyroll Anime Awards, la seconde saison Horimiya: The Missing Pieces est nommée pour deux catégories (Tranche de vie, romance) et remporte à nouveau le prix du meilleur animé romance de l'année.

### Ventes
Le tirage de la franchise s'élève à 6 millions de copies fin décembre 2020.
Le 2e volume d'Horimiya a atteint la 15e place du classement hebdomadaire des ventes de mangas de l'Oricon et, au 2 décembre 2012, s'est vendu à 43 735 exemplaires ; le 3e volume a atteint la 32e place et, au 4 mai 2013, s'est écoulé en 75 124 copies ; le 4e volume a atteint la 21e place et, au 10 novembre 2013, s'est vendu à 96 786 exemplaires ; le 5e volume atteint la 8e place et, au 11 mai 2014, s'est vendu à 171 530 copies ; le 6e volume atteint la 2e place et, au 16 novembre 2014, s'est écoulé à 208 788 exemplaires.
Le premier volume de la version anglaise d'Horimiya, sorti le 27 octobre 2015, est classé 6e dans la liste de meilleures ventes de mangas aux États-Unis du journal The New York Times pour la semaine du 25 au 31 octobre 2015.